# Ucrania Gris
Ucrania Gris o Cuña Gris es el término que se le da a las regiones del norte moderno de Kazajistán, la región sur de Omsk, la estepa de Baraba, la estepa Kulunda, parte de Novosibirsk y del territorio de Altái, donde hubo una concentración demográfica ucraniana importante entre los siglos XVI y XX.

## Historia

### Colonización inicial
Los ucranianos aparecieron por primera vez en Siberia Occidental como parte de los destacamentos de Yermak Tymofíyovych. En aquel tiempo, a los cosacos ucranianos se les llamaba comúnmente "cherkasy", y son mencionados entre los participantes de su expedición militar. Uno de ellos fue el célebre Cherkás Aleksándrov, quien participó en la campaña de Yermak y en una embajada ante Iván el Terrible. A partir de 1598, Aleksándrov se convirtió en atamán de la caballería tártara de Tobolsk y es considerado uno de los primeros historiadores de Yermak.
Desde las primeras décadas tras la anexión de Siberia por Moscovia, los ucranianos fueron reclutados para servir en guarniciones de ocupación en la región. Es probable que también participaran en los destacamentos militares que llegaron por primera vez al territorio de la actual región de Novosibirsk. En 1598, estas fuerzas infligieron una derrota al kan Kuchum en la llamada batalla de Irmen, cerca de la confluencia del río Irmen con el río Ob. 
Más adelante, a principios del siglo XVII, se fundaron en la zona las fortificaciones de Barabinsk y Ubynsk. En este mismo territorio, actuó el voivoda Yákiv Tujachevski, figura relevante en la consolidación del control moscovita en la región. A mediados del siglo XVII, en la zona de la actual ciudad de Berdsk, existía un asentamiento itinerante de cosacos de Tomsk. En ese mismo periodo, el líder tártaro Murza Tarlava irrumpió en la ciudad de Genghis y dejó allí un rehén cosaco.
Más adelante, en 1770, un grupo de 138 cosacos y hetmanitas deportados a Siberia por participar en la revuelta de Koliivshchyna fueron trasladados a Omsk. Posteriormente, fueron integrados como cosacos de línea y se establecieron en las fronteras de Ishim y Presnogorsk, en particular en la fortaleza de San Pedro.

### Colonización masiva ucraniana de Siberia
La colonización ucraniana en Siberia comenzó a intensificarse en la segunda mitad de los años 1870-1880 y aumentó considerablemente tras la construcción de las ramas occidental y central del ferrocarril Transiberiano, realizadas entre 1895 y 1905 desde Vladivostok y los Urales, respectivamente. La migración se aceleró aún más con la reforma agraria de Stolypin, que otorgaba tierras gratuitas a campesinos sin tierras, principalmente de Ucrania y Rusia. 
Los ucranianos se establecieron principalmente cerca del ferrocarril, en aldeas dedicadas a la agricultura y ganadería. Por ejemplo, inmigrantes de la aldea de Golynky, en el distrito de Konotop, participaron en la fundación de la aldea de Novoselye (actual distrito de Kormilovsky, región de Omsk); colonos del norte de Volodymyr-Volynsky se asentaron en la aldea desaparecida de Krasnogirka, al noroeste de Novosibirsk; y originarios del distrito de Kyiv y la región de Chernihiv fundaron el pueblo de Reshoty (actual distrito de Kochkovsky).
Según el censo de 1897, más de 200 000 ucranianos vivían en Siberia. Además, un gran número llegó tras la evacuación de 1915, luego del retiro del ejército ruso de Chełm y Volinia.
En Kazajistán, los ucranianos, principalmente provenientes de la orilla izquierda del Dniéper, comenzaron a asentarse desde la década de 1870. La migración aumentó notablemente tras la apertura en 1905 del ferrocarril Orenburg-Aris.

### Movimiento ucraniano en Siberia occidental en 1917-1918

El azul representa el cielo, el amarillo el sol y el gris las montañas

La revolución de febrero de 1917 en Rusia impulsó un movimiento político entre toda la población de Siberia y abrió nuevas oportunidades para los colonos ucranianos y soldados ucranianos movilizados en la región. 
El 23 de marzo de 1917, tuvo lugar en Tomsk la primera manifestación masiva de ucranianos. A pesar de que la comunidad ucraniana recién comenzaba a organizarse, logró movilizar y sorprender a la población local. En las calles centrales de la ciudad, desfilaron con una gran pancarta azul y amarilla que decía “República. Autonomía de Ucrania”, junto a varias banderas y carteles, formando una pequeña columna propia. Entre ellos, se unieron los fusileros de Sich, prisioneros de guerra austriacos galitzianos. La presencia de la bandera ucraniana, inédita en esta ciudad siberiana, captó la atención de todos.
Pronto surgieron organizaciones ucranianas en ciudades como Omsk (Comunidad Libre de Ucrania), Tomsk (Consejo de Distrito), Slavgorod, Kurgan, Biysk, Kainsk (Consejo Provincial de Altái), Novomykolayiv (Educación de Ucrania) y otras. En Omsk operaban también sucursales de instituciones creadas en Kiev para atender a ucranianos de Galitzia y Bukovina deportados por las autoridades rusas, así como a soldados ucranianos del ejército austrohúngaro capturados como prisioneros. Estas sucursales funcionaban en varias ciudades de Siberia.
Algunos prisioneros ucranianos del ejército austrohúngaro se integraron en la vida pública ucraniana en Siberia. Comenzaron a publicarse periódicos ucranianos como Ukrainsky Golos en Omsk y Ukrainske Slovo en Tomsk. Al mismo tiempo, surgieron organizaciones militares, y a finales de 1917 se formaron unidades ucranianas independientes. La más destacada fue la compañía que llevaba el nombre del Hetman Petro Sahaidachny en Omsk, junto con batallones en Irkutsk y otras ciudades. En total se formaron nueve regimientos ucranianos en Siberia, aunque siete de ellos fueron disueltos posteriormente por considerarse poco fiables.
A principios de agosto de 1917 se celebró en Omsk el Primer Congreso Ucraniano de Siberia, donde se estableció el Consejo Principal de Ucrania en Siberia (presidido por G. Kontsevich y el diputado M. Novoselsky), que envió un delegado a la Rada Central de Ucrania en Kiev. Incluso antes de la Revolución de Octubre, en la primera mitad de ese mes, se celebró un congreso de partidos siberianos —dominados por regionalistas y socialrevolucionarios— que proclamó la autonomía de Siberia. De ahí surgió el Congreso Extraordinario de Siberia (Tomsk, 6-15 de diciembre de 1917), que creó la Duma Regional Provisional de Siberia (con 5 representantes ucranianos) y un Consejo Regional como gobierno temporal, que incluyó al ucraniano Sulima. El Congreso felicitó a la Rada Central por la proclamación de la Tercera Universal, y el 7 de enero de 1918 el Consejo Regional anunció que no reconocía la autoridad bolchevique de Petrogrado. 

A finales de enero de 1918, el Soviet de Tomsk disolvió el Consejo Regional, pero el Gobierno Autónomo Provisional de Siberia siguió actuando en su nombre, instaurando así un doble poder en la región. La posición de este gobierno se fortaleció con la rebelión del Cuerpo Checoslovaco contra los bolcheviques en mayo, el desembarco de tropas japonesas y británicas en Vladivostok en abril, y la llegada del cuerpo expedicionario estadounidense del general Graves en agosto.

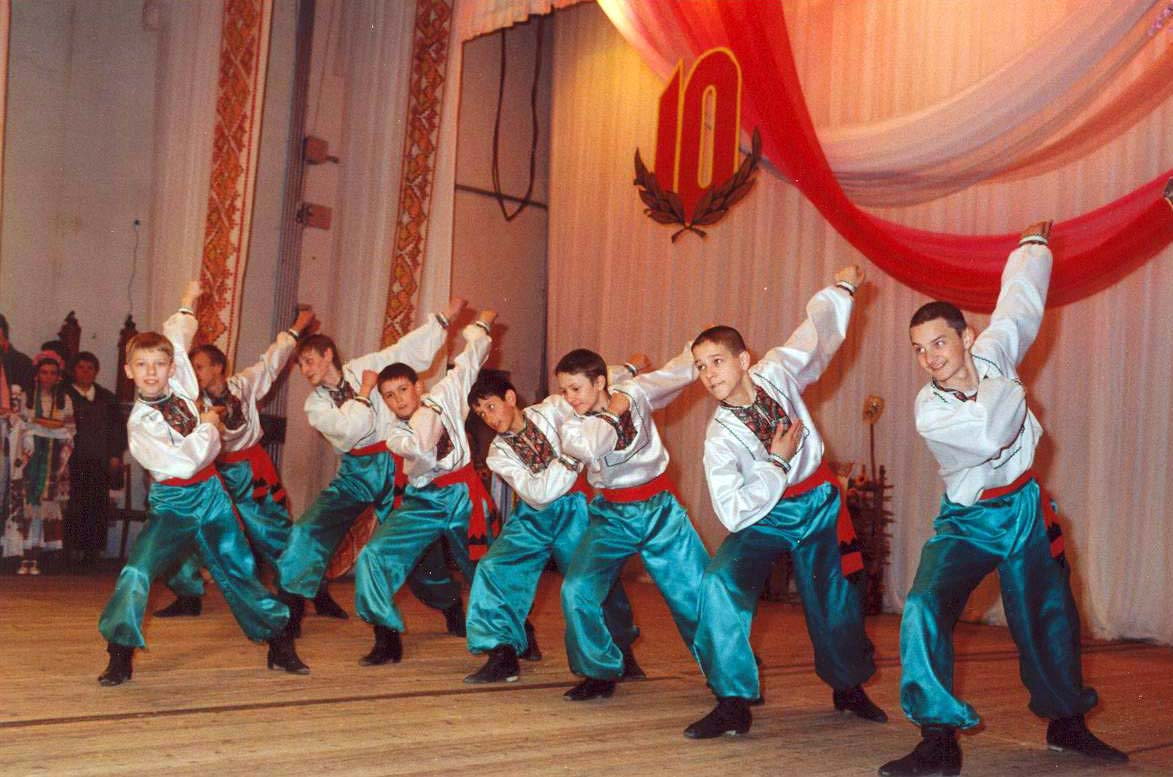
Danza de los ucranianos étnicos de la cuña gris

Un evento clave en la vida de los ucranianos en Siberia fue el Segundo Congreso Ucraniano de Siberia, celebrado en Omsk del 11 al 13 de agosto de 1918. Allí se exigió que la Duma Regional de Siberia proclamara la independencia de la región e implementara el autogobierno para las nacionalidades, incluidos los ucranianos. Sin embargo, en noviembre de 1918, el Gobierno Autónomo Provisional de Siberia fue derrotado por las fuerzas de la Guerra Civil, que entregaron el poder en Ufa y formaron un Gobierno Provisional de Toda Rusia, liderado poco después por el almirante Aleksandr Kolchak como “Gobernante Supremo de Rusia”. A partir de ese momento, el movimiento ucraniano en Siberia comenzó a debilitarse.
La unidad ucraniana que llevaba el nombre del Hetman Petro Sahaidachny, tras sufrir fuertes pérdidas en el frente de los Urales contra los bolcheviques, dejó de existir a finales de 1919. Aunque el ejército de Kolchak llegó cerca del Volga en marzo de ese año, fue finalmente derrotado, y en enero de 1920 los bolcheviques tomaron el control de Siberia. En noviembre de 1920, también consolidaron su dominio sobre el Lejano Oriente.

### Represión
Durante el “Gran Terror” de la década de 1930, también fueron reprimidos muchos ucranianos en Novosibirsk. Entre ellos destaca el poeta y novelista Pavló Kononenko (1900–1971), quien había luchado en la Guerra Civil del lado bolchevique. Tras pasar por los campos de trabajo, fue exiliado a Pikhtovka, en el distrito de Kolyvan. Allí, ya a finales de los años cuarenta y principios de los cincuenta, escribió uno de sus pocos poemas en cautiverio: La corriente corre hacia el valle. 

### Migración de posguerra
En la década de 1950, muchos ucranianos se establecieron en Kazajistán, explorando tierras vírgenes. En total, viven unos 800 mil. Los ucranianos y hoy la diáspora en Kazajistán es la segunda más grande (en el espacio postsoviético) después de la diáspora ucraniana en Rusia . 

## Demografía
Según el censo de 1926, 1 358 000 ucranianos vivían en la región esteparia. Hay una franja de 150-500 kilómetros de ancho, en la que los ucranianos constituían la mayoría. Cubre un área de 460,000 kilómetros cuadrados, incluidos 405 000 kilómetros cuadrados en Kazajistán y 5,500 en Siberia. Se extendía por casi 2.000 kilómetros desde Orenburg en el oeste hasta Semipalatinsk en las estribaciones de las montañas de Altái en el este. En esta área, los ucranianos constituían la mayoría en 44 distritos de un total de 81. En 1926, había 915 000 personas aquí, y representaban el 40,4% de la población total, mientras que los kazajos representaban el 27% y los rusos el 22%.
En particular, en el Славгородский округ  (Krai de Altái) la composición nacional era la siguiente: 
- Ucranianos: 202 748 (47%)
- Rusos: 175 156 (40,4%)

En el Кустанайский округ (Kazajistán ): 
- Ucranianos: 160 844 (41,3%)
- Kazajos: 123 411 (31,7%)
- Rusos: 82 661 (21.2%)

En Акмолинская губерния  ucranianos eran 312.338, en el Омский округ   - 159 694, en la provincia de Orenburg   - 112 108, en la región de Semipalatinsk   - 140 233, en la provincia de Aktobe   - 88 413.
La década de 1930 estuvo marcada por el terror y la represión estalinistas y la implementación de una rusificación agresiva, cuyo objetivo principal era la asimilación de los pueblos eslavos no rusos. Después de eso, las autoridades soviéticas subestimaron significativamente el número oficial de ucranianos en Siberia y otras regiones fuera de la RSS de Ucrania, incluidas falsificaciones de cálculos y la creación de condiciones cuando los ucranianos no se llamaban así en el momento del registro. 

## Ucranianos asociados con la vida y el trabajo de Siberia
- Arseniy Matseyevich (1697 - 1772): Educador ucraniano de Rusia, Metropolitano de Siberia y Tobolsk en 1741-1742, víctima del régimen imperial, un santo mártir .

- Vasili Miróvich (1740 - 1764): organizador de un intento de golpe fallido en el Imperio ruso para derrocar a Catalina II y proclamar al emperador Iván VI Antonovich . Nieto de Fyodor Mirovich . Nació en el exilio en Siberia .

- Gennady Mesyats:  es físico, fundador de la Rama Ural de la Academia de Ciencias de Rusia.